# Giara di Rezzo
La Giara di Rezzo è un torrente della Liguria, affluente dell'Arroscia.

## Idronimo

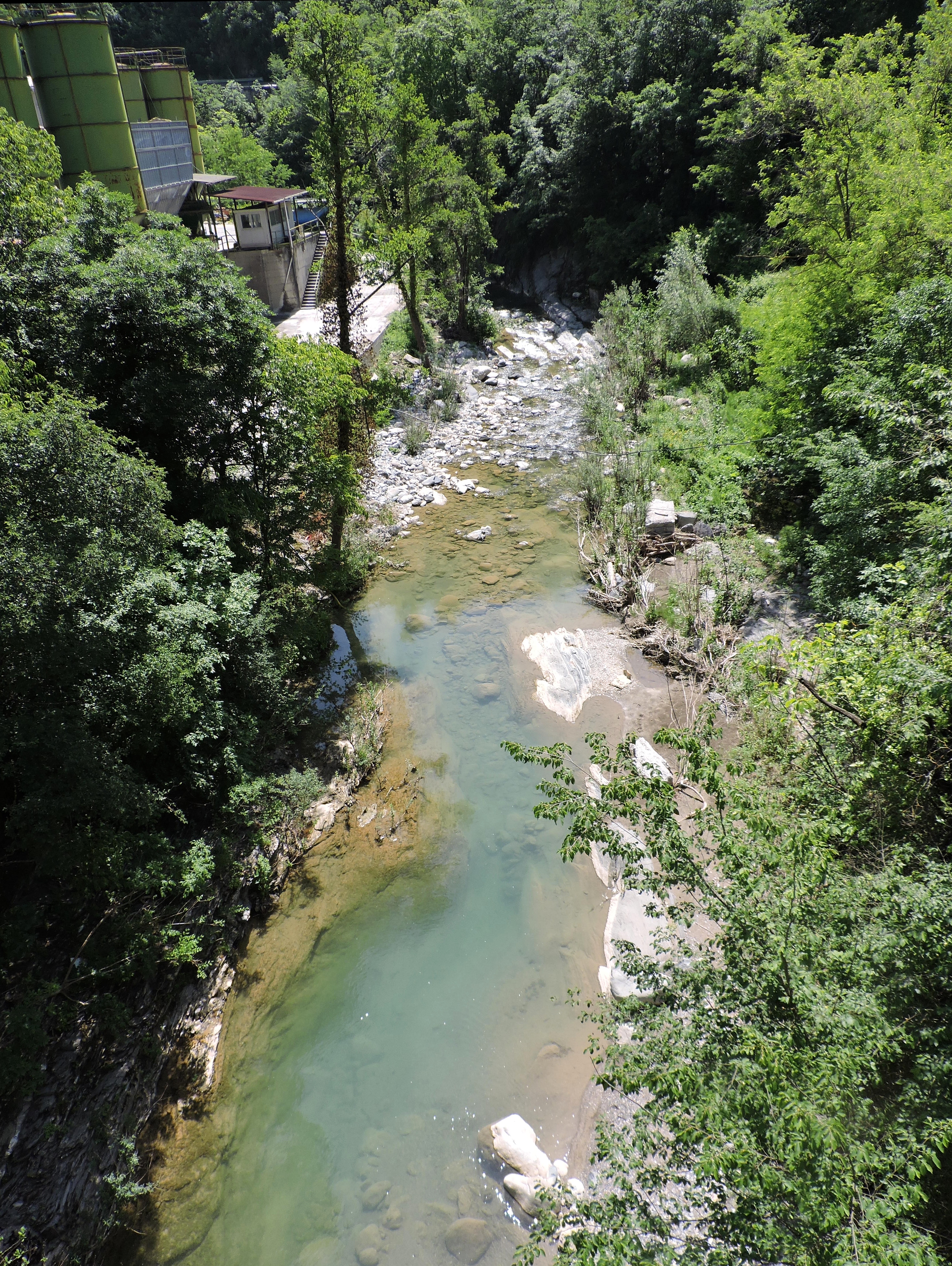
Il torrente nei pressi della confluenza

Il termine giara è usato nel Ponente ligure per indicare il corso di un torrente ricco di ghiaia; Rezzo è invece il centro abitato che domina la media valle del torrente. Il corso d'acqua veniva denominato anche torrente Lavina prendendo il nome dall'omonimo borgo situato sulle sue sponde.

## Percorso
Nasce in località ponte dei Passi dalla confluenza di tre rii che scendono dalla zona del monte Monega: rio Teroselli, rio Giure e rio Conché. Il torrente scende poi con andamento piuttosto tortuoso e incassato verso est, affiancato per tutta la sua lunghezza dalla strada provinciale n.17 Passo Teglia-Rezzo, che corre in sinistra idrografica del corso d'acqua tenendosi in genere piuttosto alta rispetto al fondovalle. Raggiunto il comune di Pieve di Teco la Giara viene scavalcata prima della ex-statale della Valle Arroscia (oggi S.P. 453) e poco dopo dalla statale 28 del Colle di Nava. Confluisce infine in destra idrografica nell'Arroscia in località Case Paperera, a circa 215 metri di quota.

## Affluenti
- In destra idrografica:
  - rio Roncobono,
  - rio Fonda,
  - rio Mainardo,
  - rio Vallasse,
  - rio Costette,
  - rio Lavinelle,
  - rio Omeu,
  - rio Acqua Fredda,
- In sinistra idrografica:
  - rio Figallo,
  - rio del Galetto,
  - rio Quardella,
  - rio Sereo.

## Utilizzo

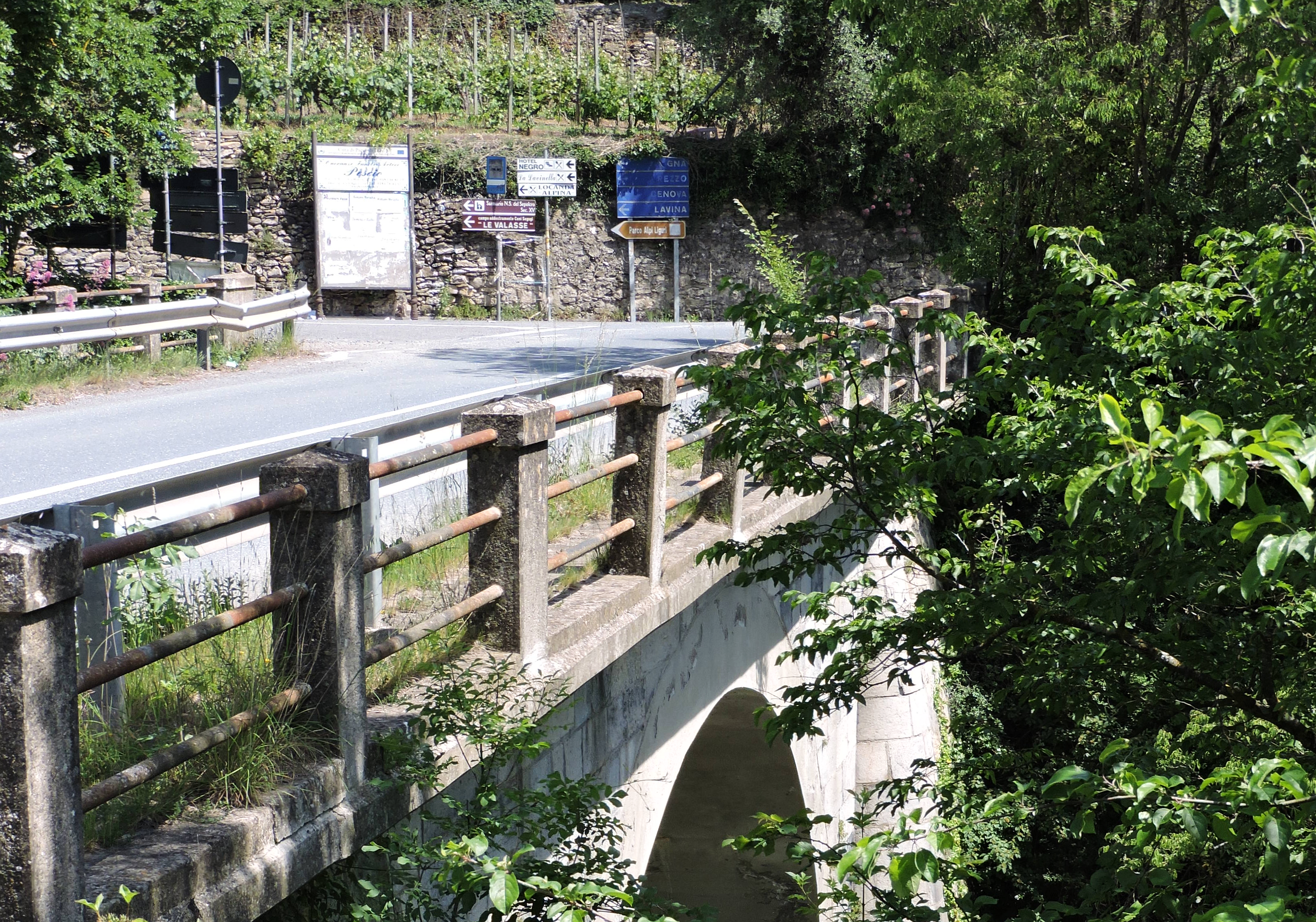
Il ponte della ex-SS 453

Nella parte alta del corso del torrente varie sorgenti vengono captate dall'acquedotto Giara di Rezzo, gestito dall'AMAT di Imperia. Con 47 km di condutture l'acquedotto serve i comuni di Borgomaro, Lucinasco, Chiusavecchia, Chiusanico, Pontedassio e Imperia.
Il tratto superiore del torrente, a monte dell'immissione del rio Mainardo, è considerato zona a trota, mentre quello più a valle zona mista ciprinidi reofili / trota.

## Tutela naturalistica
Una parte dell'alta valle della Giara di Rezzo, collocata in destra idrografica del torrente, ricade in due SIC: Bosco di Rezzo (cod. IT1315504) e M. Monega – M. Prearba (cod. IT1314609).